# Abrocoma uspallata
Espèce
Statut de conservation UICN

 DD  : Données insuffisantes
Abrocoma uspallata est une espèce de petits rongeurs de la famille des Abrocomidae dont les membres, originaires de la Cordillère des Andes, sont appelés des rats-chinchillas. L'espèce est endémique d'Argentine.
L'espèce a été décrite pour la première fois en 2002 par les zoologistes américains Janet K. Braun et Michael A. Mares (né en 1945).

## Alimentation
Il se nourrit essentiellement de plantes du genre Larrea (30 % de son alimentation), ainsi que de Lycium et de Schinus.